# Coiffaitarctia basalis
Coiffaitarctia basalis là một loài bướm đêm thuộc phân họ Arctiinae, họ Erebidae.